# العلاقات الفانواتية المصرية
العلاقات الفانواتية المصرية هي العلاقات الثنائية التي تجمع بين فانواتو ومصر.

## مقارنة بين البلدين
هذه مقارنة عامة ومرجعية للدولتين:
| وجه المقارنة                                              | فانواتو                                  | مصر           |
| --------------------------------------------------------- | ---------------------------------------- | ------------- |
| المساحة (كم2)                                             | 12.19 ألف                                | 1.01 مليون    |
| عدد السكان (نسمة)                                         | 276.24 ألف                               | 94.80 مليون   |
| الكثافة السكانية (ن./كم²)                                 | 22.66                                    | 93.86         |
| العاصمة                                                   | بورت فيلا                                | القاهرة       |
| اللغة الرسمية                                             | اللغة البسلاما، لغة فرنسية، لغة إنجليزية | اللغة العربية |
| العملة                                                    | فاتو فانواتي                             | جنيه مصري     |
| الناتج المحلي الإجمالي (بليون دولار)                      | 862.88 مليون                             | 235.37 مليار  |
| الناتج المحلي الإجمالي (تعادل القوة الشرائية) بليون دولار | 790.76 مليون                             | 998.67 مليار  |
| الناتج المحلي الإجمالي الاسمي للفرد دولار أمريكي          | 2.81 ألف                                 | 3.61 ألف      |
| الناتج المحلي الإجمالي للفرد دولار أمريكي                 | 3.03 ألف                                 |               |
| مؤشر التنمية البشرية                                      | 0.594                                    | 0.690         |
| رمز المكالمات الدولي                                      | +678                                     | +20           |
| رمز الإنترنت                                              | .vu                                      | .eg، .مصر     |
| المنطقة الزمنية                                           | ت ع م+11:00                              | ت ع م+02:00   |

## منظمات دولية مشتركة
يشترك البلدان في عضوية مجموعة من المنظمات الدولية، منها:
| علم المنظمة | اسم المنظمة                        | تاريخ انضمام فانواتو | تاريخ انضمام مصر |
| ----------- | ---------------------------------- | -------------------- | ---------------- |
|             | يونسكو                             | 10 فبراير 1994       | 22 يناير 1947    |
|             | مؤسسة التمويل الدولية              | 28 سبتمبر 1981       | 20 يوليو 1956    |
|             | مؤسسة التنمية الدولية              | 28 سبتمبر 1981       | 26 أكتوبر 1960   |
|             | منظمة التجارة العالمية             | ?                    | 30 يونيو 1995    |
|             | وكالة ضمان الاستثمار متعدد الأطراف | 27 يوليو 1988        | 12 أبريل 1988    |
|             | الاتحاد البريدي العالمي            | ?                    | ?                |
|             | الاتحاد الدولي للاتصالات           | 30 مارس 1988         | 9 ديسمبر 1876    |
|             | الأمم المتحدة                      | 15 سبتمبر 1981       | 24 أكتوبر 1945   |
|             | البنك الدولي للإنشاء والتعمير      | 28 سبتمبر 1981       | 27 ديسمبر 1945   |
|             | المنظمة الهيدروغرافية الدولية      | ?                    | 21 يونيو 1921    |

## وصلات خارجية
- موقع وزارة الخارجية المصرية